# Eutropha albipilosa
Eutropha albipilosa är en tvåvingeart som först beskrevs av Becker 1908.  Eutropha albipilosa ingår i släktet Eutropha och familjen fritflugor. Inga underarter finns listade i Catalogue of Life.